# 스컹크 웍스

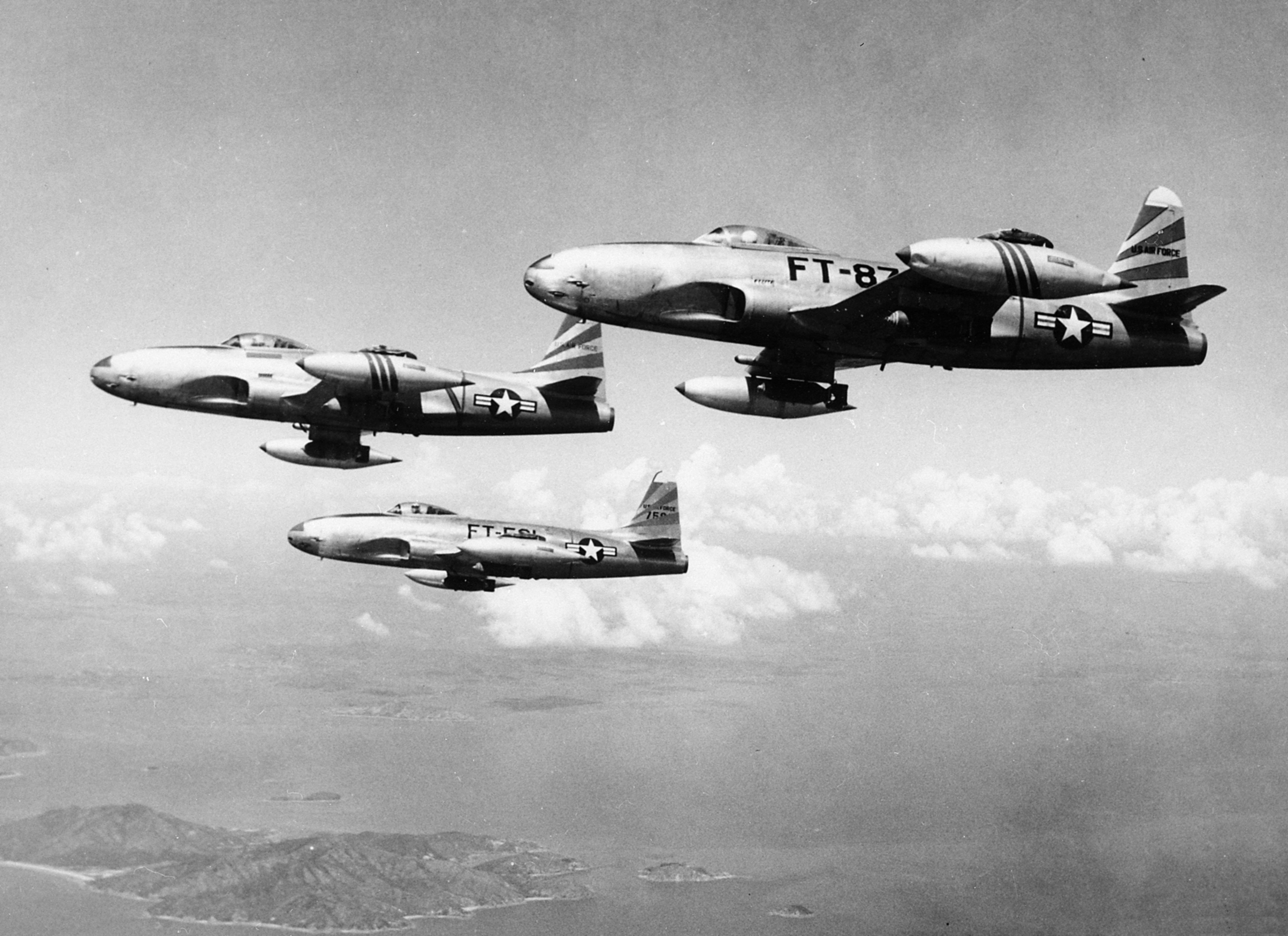
한국전쟁에서 454kg 폭탄을 장착하고 목표물로 출격하는 미국 공군의 제트 전투기 록히드 P-80 슈팅스타, 1952년 8월.

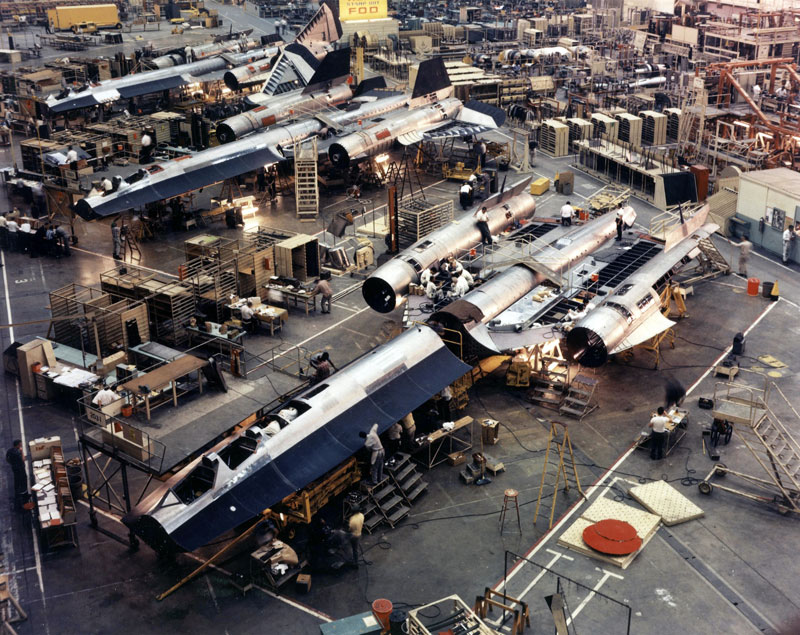
스컹크 웍스의 록히드 SR-71 블랙버드 정찰기 제조라인

스컹크 웍스(Skunk Works)는 록히드 마틴 연구소의 공식적인 별칭(pseudonym)이다. 이전 명칭은 Lockheed Advanced Development Projects.

## 역사
스컹크 웍스는 2차 세계대전 중인 1943년 미국 국방부의 요청으로 록히드가 캘리포니아주 버뱅크에 비밀리에 긴급하게 구성한 개발팀 이름이다.
켈리 존슨(1910~1990)은 천재적인 항공엔지니어로 2차대전 당시부터 군용기 개발에 참여했고, 1943년 설립된 스컹크 웍스(Skunk Works)라는 개발팀의 책임자로 일했다. 1975년 은퇴 후에는 후진들이 명성을 이어가고 있다.
2차대전 당시인 1943년 미국 국방부가 록히드마틴에 6개월 내로 신형제트기 설계를 마쳐달라고 의뢰하자 록히드는 수석엔지니어를 통해 핵심개발팀 운영을 지시한다. 변변한 작업공간마저 없던 개발팀은 유독물질공장 옆에 서커스 텐트를 치고 악취에 시달리며 연구에 매달렸는데 여기서 스컹크 공장이란 말이 유래했다. 개발팀 인력 50여명은 열악한 환경에서 오히려 창의적인 아이디어를 교환하며 주문보다 한 달이나 빨리 신형제트기 록히드 P-80 슈팅스타를 완성하고 록히드는 이후 70년 넘게 세계 전투기 시장을 지배했다.
139일 만에 깜짝 탄생한 미국 공군 최초의 제트 전투기 록히드 P-80 슈팅스타는 한국전쟁에 참전했으며, 한국인들은 쌕쌕이라고 불렀다. 한국전쟁에 참전한 미국 공군의 10개 비행대대에 F-80C 슈팅스타 전투기가 배치되었다.
록히드 U-2 정찰기, 록히드 SR-71 블랙버드 정찰기, 록히드 F-117 나이트호크 공격기, 록히드 마틴 F-22 랩터 전투기, 록히드 마틴 F-35 라이트닝 II 전투기를 개발했다.

## 같이 보기
- 보잉 팬텀 웍스 - 경쟁사의 연구소